# Bozzole
Bozzole – miejscowość i gmina we Włoszech, w regionie Piemont, w prowincji Alessandria.
Według danych na styczeń 2010 gminę zamieszkiwało 329 osób przy gęstości zaludnienia 34,9 os./1 km².